# بالما (موزمبيق)
بالما هي بلدة تقع في محافظة كابو ديلغادو شمال شرق موزمبيق على بعد 32 كم من الحدود مع تنزانيا.